# Temapache
Temapache är en ort i Mexiko.   Den ligger i kommunen Álamo Temapache och delstaten Veracruz, i den sydöstra delen av landet, 240 km nordost om huvudstaden Mexico City. Temapache ligger 233 meter över havet och antalet invånare är 101 558.
Terrängen runt Temapache är platt åt sydost, men åt nordväst är den kuperad. Temapache ligger uppe på en höjd. Runt Temapache är det ganska tätbefolkat, med 65 invånare per kvadratkilometer. Temapache är det största samhället i trakten. Trakten runt Temapache består till största delen av jordbruksmark.